# 洞渊派
洞渊派是道教的一个派别。主要通过斋咒为人治病，《道藏》中冠有洞渊的经书，就是该派的经典。该派起源自晋朝末期的道士王纂。

## 重要人物
- 韦善俊
- 叶法善